# دئوکسی ریبونوکلئوزید
دئوکسی ریبونوکلئوزید گونه‌ای نوکلئوزید می‌باشد که دارای قند ۵ کربنه دئوکسی‌ریبوز است. 
دئوکسی سیتیدین نمونه‌ای از ریبونوکلئوزید می‌باشد.